# Protium pullei
Protium pullei är en tvåhjärtbladig växtart som beskrevs av Swart. Protium pullei ingår i släktet Protium och familjen Burseraceae. Inga underarter finns listade i Catalogue of Life.